# Massimo Busacca
Massimo Busacca (Bellinzona, Tesino, Suiza, 8 de febrero de 1969) es un ex árbitro de fútbol suizo. Actualmente vive en Monte Carasso, cerca de su ciudad natal, donde además tiene su propio negocio.

## Trayectoria
Busacca ha sido árbitro en la Superliga Suiza desde 1996.
En 1999 se hizo árbitro internacional FIFA, puesto que tiene hasta la actualidad.
Entre otros torneos internacionales, arbitró en el Mundial de Alemania 2006 y en la Eurocopa 2008. También dirigió la final de la Copa de la UEFA de 2007, la final de la Champions League 2008-09 en la que Barcelona venció a Manchester United, y la semifinal de la Eurocopa 2008 entre Alemania y Turquía. En 2006 después de pitar en la Copa Mundial, fue considerado el mejor árbitro de Europa por sus distintas apariciones en partidos internacionales y su máxima eficacia al pitar.
Sin embargo, el 19 de septiembre de 2009 recibió la primera mancha negra en su carrera. En un partido entre FC Baden y BSC Young Boys por la Copa Suiza, oyó que los aficionados del Young Boys le insultaban. En respuesta, el árbitro mostró su dedo medio levantado hacia los hinchas que lo hostigaban. Su gesto, inicialmente desapercibido, fue reproducido en una fotografía por el periódico "SonntagsBlick". Circula el rumor de que orinó en medio de un partido en Catar, hecho que ha desmentido en repetidas ocasiones.
Durante el verano de 2011 le fue ofrecido el cargo de jefe del Departamento de arbitraje de la FIFA, por lo que dejó su condición de árbitro en activo para tomar posesión del mismo el 1 de agosto.

## Partidos importantes

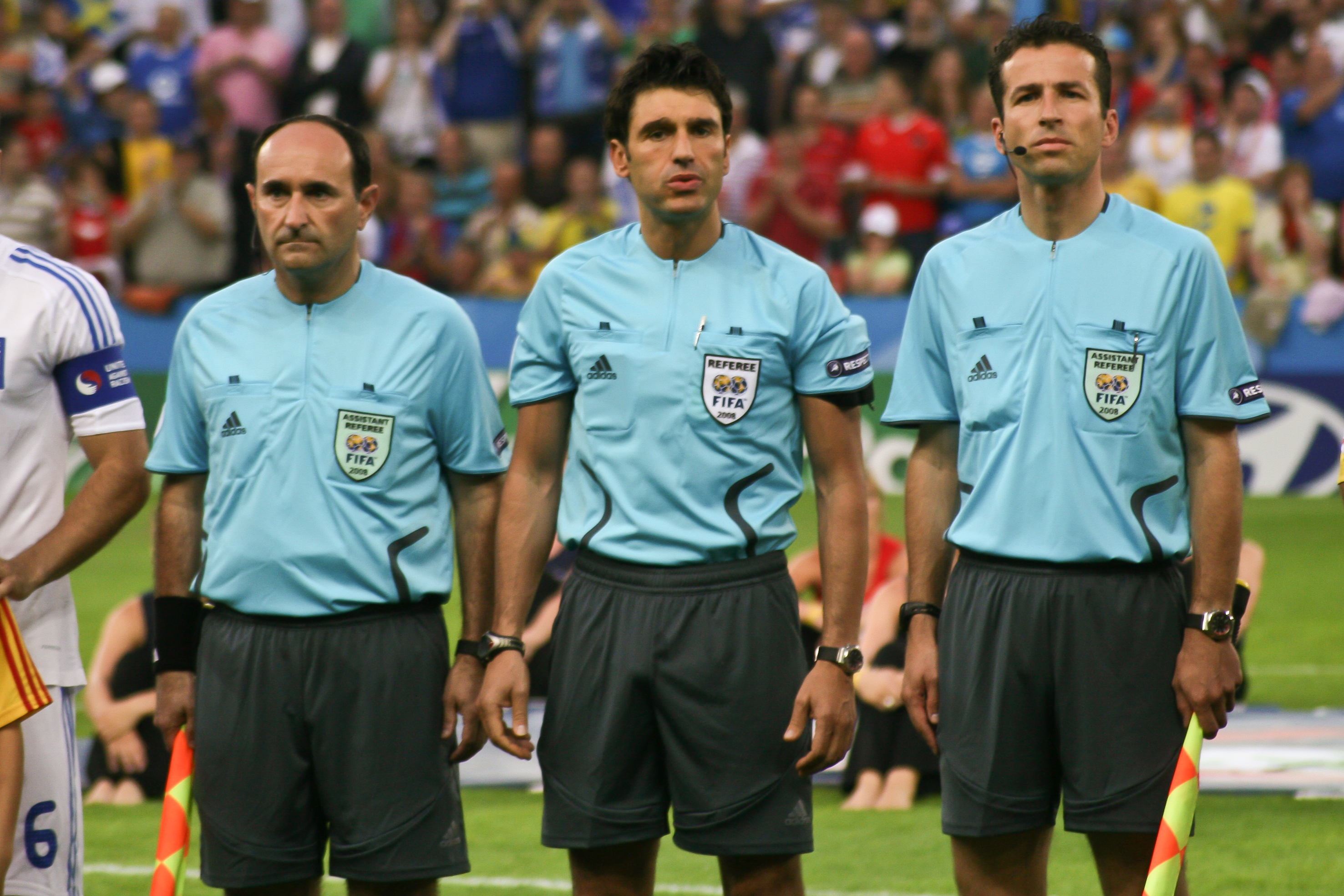
Busacca (centro) en un partido de la Eurocopa 2008, Grecia-Suecia

### Real Madrid vs Bayer Leverkusen
Final de la Liga de Campeones de la UEFA 2001-02 ejerciendo de cuarto árbitro.Resultado final 2-1 favorable al Real Madrid consiguiendo su noveno título europeo.

### Sevilla F. C. vs R. C. D. Espanyol
Final de la Copa de la UEFA 2006-2007. Ejerció de árbitro principal. Resultado final 2-2, resolviéndose la final en la tanda de penaltis por 3 a 1 favorable al Sevilla F. C. suponiendo el segundo entorchado consecutivo del Sevilla FC en esta competición.

### F. C. Barcelona vs Manchester United
Busacca arbitró la final de la UEFA Champions League 2008/09, que disputaron F. C. Barcelona y Manchester United. 
El partido lo ganó el conjunto español 2-0. La labor de Busacca fue casi impecable, transcurriendo el partido sin incidentes y casi sin errores reseñables del árbitro suizo.

### F. C. Barcelona - Arsenal FC
Bussacca arbitró el partido de vuelta en el Camp Nou por los octavos de final de la Liga de Campeones de la UEFA 2010-11.
En dicho partido, Bussacca expulsó injustamente al jugador neerlandés Robin van Persie, lo cual le valió aparecer en la lista de árbitros que José Mourinho recitó tras caer derrotado 0-2 en las semifinales de dicho torneo.